# Dyspareunia
Dyspareunia – dysfunkcja seksualna objawiająca się odczuwaniem bólu w czasie stosunku.

## Przyczyny u kobiet

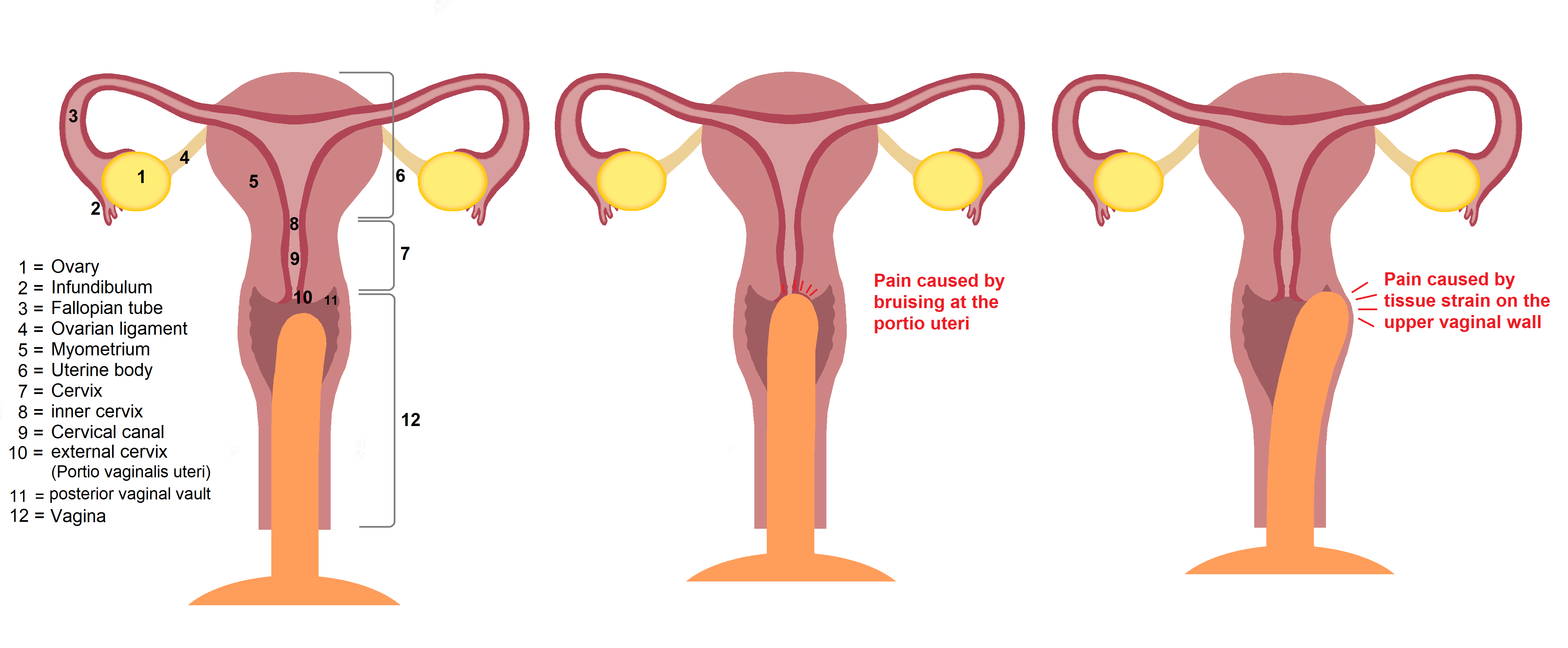
Dwie możliwe przyczyny bólu u kobiety podczas stosunku prącie-pochwa, pokazane na diagramach kobiecej anatomii

- stany zapalne w obrębie narządów płciowych lub miednicy małej;
- po zabiegach operacyjnych w obrębie dróg rodnych lub po porodzie;
- brak nawilżenia pochwy (na przykład suchość pochwy w okresie postmenopauzalnym, suchość spowodowana przyjmowaniem niektórych leków w przebiegu chorób ogólnoustrojowych czy po chemioterapii);
- problemy z nawilżeniem pochwy związane z nadmiernym wysiłkiem fizycznym (np. zawodowe uprawianie sportu);
- wulwodynia/vestibulodynia;
- szablowate spojenie łonowe;
- uwarunkowania psychiczne;
- endometrioza.

## Przyczyny u mężczyzn
- wady w obrębie prącia (stulejka, zbyt krótkie wędzidełko napletkowe prącia);
- stany zapalne w obrębie narządów płciowych.

## Dyspareunia nieorganiczna
Do rozpoznania dyspareunii nieorganicznej dochodzi wtedy, gdy ból nie wynika z żadnych przyczyn somatycznych (jak np. pochwica organiczna); w przypadku ich stwierdzenia stwierdza się wystąpienie dyspareunii organicznej.
Przyczyną dysfunkcji mogą być czynniki psychologiczne, jak również występowanie nerwic.
Kod w klasyfikacji DSM-IV: 302.76 (dyspareunia - niewynikająca z ogólnego stanu zdrowia).